# Marta Olszewska
Marta Olszewska z domu Miklaszewska (ur. 2 maja 1932 w Warszawie, zm. 5 kwietnia 2020 tamże) – polska dziennikarka, działaczka opozycji demokratycznej.

## Życiorys
Córka Szczęsnego Miklaszewskiego, inżyniera rolnictwa, oficera AK, więźnia Pawiaka, zamordowanego w obozie na Majdanku i Jadwigi z Nowaczyńskich. Wnuczka Walentego Łukasza Miklaszewskiego (lekarza, antropologa, publicysty). Prawnuczka Walentego Miklaszewskiego, profesora prawa karnego Szkoły Głównej Warszawskiej i Uniwersytetu Warszawskiego.
Po ukończeniu studiów polonistycznych na Uniwersytecie Warszawskim rozpoczęła pracę jako dziennikarka. Specjalizowała się w reportażu społeczno-obyczajowym i sądowym. Publikowała w „Kurierze Polskim”, „Prawie i Życiu” i tygodniku „Literatura”.
Należała do Klubu Krzywego Koła. Od połowy lat siedemdziesiątych związana z opozycją demokratyczną. Była autorką relacji z procesu robotników Ursusa w lipcu 1976, przekazanej działaczom opozycji, którzy nie zostali wpuszczeni na salę rozpraw. Dzięki niej ujawniona została skala bezprawia i dramatyczna sytuacja uwięzionych. Brała udział w zbieraniu podpisów pod listem do marszałka Sejmu, zawiadamiającego o powstaniu Komitetu Obrony Robotników. List został przez nią wysłany 23 września 1976. Po powołaniu Komitetu została jego współpracowniczką.
W stanie wojennym została negatywnie zweryfikowana i otrzymała zakaz publikowania. Od tamtego czasu związana z prasą podziemną. W 1989 została członkinią redakcji „Tygodnika Solidarność”. Publikowała pod nazwiskiem rodowym Marta Miklaszewska.
Była autorką sprawozdań z procesu po morderstwie Grzegorza Przemyka i z procesu zabójców Jerzego Popiełuszki oraz autorką pierwszego wywiadu z Ryszardem Kuklińskim.
W 2006 za wybitne zasługi dla rozwoju niezależnego dziennikarstwa i wolnych mediów w Polsce, za działalność na rzecz przemian demokratycznych, za osiągnięcia i trud włożony w pracę w „Tygodniku Solidarność” została odznaczona przez prezydenta Lecha Kaczyńskiego Krzyżem Oficerskim Orderu Odrodzenia Polski. 11 czerwca 2007 powołana do Kapituły Orderu Odrodzenia Polski.
Żona Jana Olszewskiego (1930–2019), adwokata, działacza opozycji demokratycznej, prezesa Rady Ministrów w latach 1991–1992.
Matka Marka Majle (ur. 1952), współpracownika KOR, działacza Solidarności, internowanego w stanie wojennym.
Zmarła 5 kwietnia 2020. Została pochowana na cmentarzu Powązkowskim w Warszawie w grobie rodzinnym (Kwatera pod katakumbami, rząd 1, miejsce 49,50).